# Лі Дже Ік
Лі Дже Ік (кор. 이재익, нар. 21 травня 1999) — південнокорейський футболіст, захисник клубу «Канвон».

## Клубна кар'єра
Народився 21 травня 1999 року. У дорослому футболі дебютував 2018 року виступами за команду клубу «Канвон», кольори якої захищає й донині.

## Виступи за збірні
У складі збірної Південної Кореї до 19 років взяв участь в юнацькому (U-19) кубку Азії в 2016 та 2018 роках. На другому турнірі він зіграв у 6 матчах і допоміг своїй команді стати фіналістом турніру. Цей результат дозволив команді до 20 років кваліфікуватись на молодіжний чемпіонат світу 2019 року у Польщі, куди поїхав і Лі.